# مالک سیدیبه

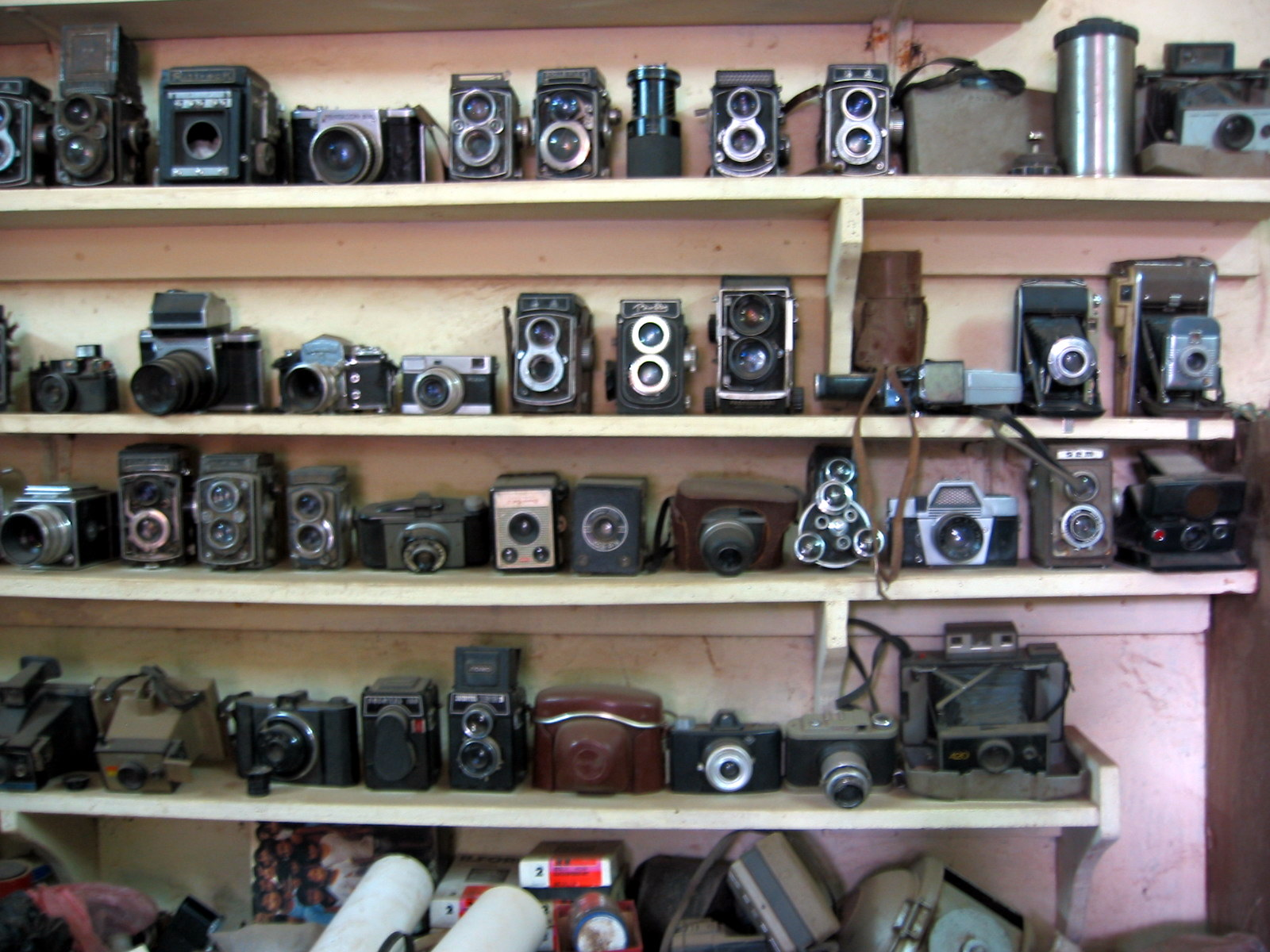
استودیوی مالک سیدیبه

مالک سیدیبه (انگلیسی: Malick Sidibé؛ زاده ۱۹۳۵ یا ۱۹۳۶ – درگذشته ۱۴ آوریل ۲۰۱۶) یک عکاس اهل مالی بود. او برای عکس‌های سیاه و سفید خود از فرهنگ عامه باماکو در دهه ۱۹۶۰ شهرت یافت. سیدیبه در طول دوران فعالیت حرفه‌ای خود، معروفیت جهانی کسب کرد و به همراه سیدو کیتا به عنوان معروف‌ترین عکاسان مالی مطرح شدند.

سیدیبه برنده جایزه شیر طلایی یک عمر فعالیت هنری از دوسالانه ونیز در سال ۲۰۰۷ بود.